# Collegio di Romford
Romford è un collegio elettorale situato nella Grande Londra, e rappresentato alla Camera dei comuni del Parlamento del Regno Unito. Elegge un membro del parlamento con il sistema first-past-the-post, ossia maggioritario a turno unico; l'attuale parlamentare è Andrew Rosindell del Partito Conservatore, che rappresenta il collegio dal 2001.

## Estensione

Romford dal 2010 al 2024

- 1885-1918: la Liberty of Havering-atte-Bower, e parte della divisione sessionale di Becontree.
- 1918-1945: i distretti urbani di Barking e Romford e il distretto rurale di Romford.
- 1945-1950: il borgo municipale di Romford.
- 1950-1955: il borgo municipale di Romford e il distretto urbano di Brentwood.
- 1955-1974: il borgo municipale di Romford.
- 1974-1983: i ward del borgo londinese di Havering di Bedfords, Central, Collier Row, Gidea Park, Heath Park, Mawney e Oldchurch.
- 1983-1997: i ward del borgo londinese di Havering di Brooklands, Chase Cross, Collier Row, Gidea Park, Heath Park, Mawney, Oldchurch, Rise Park e St Edward's.
- 1997-2010: i ward del borgo londinese di Havering di Ardleigh Green, Brooklands, Chase Cross, Collier Row, Gidea Park, Heath Park, Mawney, Oldchurch, Rise Park e St Edward's.
- 2010-2024: i ward del borgo londinese di Havering di Brooklands, Havering Park, Hylands, Mawneys, Pettits, Romford Town e Squirrel's Heath.
- dal 2024: i ward del borgo londinese di Havering di Havering-atte-Bower; Hylands and Harrow Lodge; Marshalls and Rise Park; Mawneys; Rush Green and Crowlands; St Alban's; St Edwards e Squirrel's Heath.[1]

## Membri del parlamento
| Elezione | Elezione          | Deputato                | Partito            |
| -------- | ----------------- | ----------------------- | ------------------ |
|          | 1885              | John Westlake           | Liberale           |
|          | 1886              | James Theobald          | Conservatore       |
| 1894 (S) | Alfred Wigram     |                         | Conservatore       |
| 1897 (S) | Louis Sinclair    |                         | Conservatore       |
|          | 1906              | John Bethell            | Liberale           |
|          | 1918              | Albert Edward Martin    | Liberale Nazionale |
|          | 1923              | Charles Rhys            | Conservatore       |
|          | 1929              | Henry Thomas Muggeridge | Laburista          |
|          | 1931              | William Hutchison       | Conservatore       |
|          | 1935              | John Parker             | Laburista          |
| 1945     | Thomas Macpherson |                         | Laburista          |
|          | 1950              | John Lockwood           | Conservatore       |
|          | 1955              | Ron Ledger              | Laburista Co-Op    |
|          | 1970              | Dick Leonard            | Laburista          |
|          | Feb 1974          | Michael Neubert         | Conservatore       |
|          | 1997              | Eileen Gordon           | Laburista          |
|          | 2001              | Andrew Rosindell        | Conservatore       |

## Elezioni

### Elezioni negli anni 2020
| Partito                    | Partito                                   | Candidato                  | Risultati 4 luglio 2024 | Risultati 4 luglio 2024 |
| Partito                    | Partito                                   | Candidato                  | Voti                    | %                       |
| -------------------------- | ----------------------------------------- | -------------------------- | ----------------------- | ----------------------- |
|                            | Conservatore                              | Andrew Rosindell           | 15 339                  | 34,82                   |
|                            | Laburista                                 | Andrew Achilleos           | 13 876                  | 31,50                   |
|                            | Reform UK                                 | Philip Hyde                | 9 624                   | 21,85                   |
|                            | Verdi                                     | David Hughes               | 2 220                   | 5,04                    |
|                            | Lib Dem                                   | Thomas Clarke              | 1 895                   | 4,30                    |
|                            | Workers                                   | Zhafaran Qayum             | 898                     | 2,04                    |
|                            | English Constitution                      | Colin Birch                | 195                     | 0,44                    |
|                            |                                           |                            |                         |                         |
| Iscritti                   | Iscritti                                  | Iscritti                   | 72 978                  | 100,00                  |
| ↳ Votanti (% su iscritti)  | ↳ Votanti (% su iscritti)                 | ↳ Votanti (% su iscritti)  | 44 047                  | 60,36                   |
| ↳ Astenuti (% su iscritti) | ↳ Astenuti (% su iscritti)                | ↳ Astenuti (% su iscritti) | 28 931                  | 39,64                   |
|                            |                                           |                            |                         |                         |
|                            | Esito: collegio confermato a Conservatore |                            |                         |                         |

### Elezioni negli anni 2010
| Partito                    | Partito                                   | Candidato                  | Risultati 12 dicembre 2019 | Risultati 12 dicembre 2019 |
| Partito                    | Partito                                   | Candidato                  | Voti                       | %                          |
| -------------------------- | ----------------------------------------- | -------------------------- | -------------------------- | -------------------------- |
|                            | Conservatore                              | Andrew Rosindell           | 30 494                     | 64,56                      |
|                            | Laburista                                 | Angelina Leatherbarrow     | 12 601                     | 26,68                      |
|                            | Lib Dem                                   | Ian Sanderson              | 2 708                      | 5,73                       |
|                            | Verdi                                     | David Hughes               | 1 428                      | 3,02                       |
|                            |                                           |                            |                            |                            |
| Iscritti                   | Iscritti                                  | Iscritti                   | 72 350                     | 100,00                     |
| ↳ Votanti (% su iscritti)  | ↳ Votanti (% su iscritti)                 | ↳ Votanti (% su iscritti)  | 47 231                     | 65,28                      |
| ↳ Astenuti (% su iscritti) | ↳ Astenuti (% su iscritti)                | ↳ Astenuti (% su iscritti) | 25 119                     | 34,72                      |
|                            |                                           |                            |                            |                            |
|                            | Esito: collegio confermato a Conservatore |                            |                            |                            |

| Partito                    | Partito                                   | Candidato                  | Risultati 8 giugno 2017 | Risultati 8 giugno 2017 |
| Partito                    | Partito                                   | Candidato                  | Voti                    | %                       |
| -------------------------- | ----------------------------------------- | -------------------------- | ----------------------- | ----------------------- |
|                            | Conservatore                              | Andrew Rosindell           | 29 671                  | 59,41                   |
|                            | Laburista                                 | Angelina Leatherbarrow     | 15 893                  | 31,82                   |
|                            | UKIP                                      | Andrew Beadle              | 2 350                   | 4,71                    |
|                            | Lib Dem                                   | Ian Sanderson              | 1 215                   | 2,43                    |
|                            | Verdi                                     | David Hughes               | 815                     | 1,63                    |
|                            |                                           |                            |                         |                         |
| Iscritti                   | Iscritti                                  | Iscritti                   | 73 493                  | 100,00                  |
| ↳ Votanti (% su iscritti)  | ↳ Votanti (% su iscritti)                 | ↳ Votanti (% su iscritti)  | 49 944                  | 67,96                   |
| ↳ Astenuti (% su iscritti) | ↳ Astenuti (% su iscritti)                | ↳ Astenuti (% su iscritti) | 23 549                  | 32,04                   |
|                            |                                           |                            |                         |                         |
|                            | Esito: collegio confermato a Conservatore |                            |                         |                         |

| Partito                    | Partito                                   | Candidato                  | Risultati 7 maggio 2015 | Risultati 7 maggio 2015 |
| Partito                    | Partito                                   | Candidato                  | Voti                    | %                       |
| -------------------------- | ----------------------------------------- | -------------------------- | ----------------------- | ----------------------- |
|                            | Conservatore                              | Andrew Rosindell           | 25 067                  | 50,97                   |
|                            | UKIP                                      | Gerard Batten              | 11 208                  | 22,79                   |
|                            | Laburista                                 | Sam Gould                  | 10 268                  | 20,88                   |
|                            | Lib Dem                                   | Ian Sanderson              | 1 413                   | 2,87                    |
|                            | Verdi                                     | Lorna Tooley               | 1 222                   | 2,48                    |
|                            |                                           |                            |                         |                         |
| Iscritti                   | Iscritti                                  | Iscritti                   | 72 594                  | 100,00                  |
| ↳ Votanti (% su iscritti)  | ↳ Votanti (% su iscritti)                 | ↳ Votanti (% su iscritti)  | 49 178                  | 67,74                   |
| ↳ Astenuti (% su iscritti) | ↳ Astenuti (% su iscritti)                | ↳ Astenuti (% su iscritti) | 23 416                  | 32,26                   |
|                            |                                           |                            |                         |                         |
|                            | Esito: collegio confermato a Conservatore |                            |                         |                         |

| Partito                    | Partito                                   | Candidato                  | Risultati 6 maggio 2010 | Risultati 6 maggio 2010 |
| Partito                    | Partito                                   | Candidato                  | Voti                    | %                       |
| -------------------------- | ----------------------------------------- | -------------------------- | ----------------------- | ----------------------- |
|                            | Conservatore                              | Andrew Rosindell           | 26 031                  | 56,36                   |
|                            | Laburista                                 | Rachel Voller              | 9 077                   | 19,65                   |
|                            | Lib Dem                                   | Helen Duffett              | 5 572                   | 12,06                   |
|                            | BNP                                       | Robert Bailey              | 2 438                   | 5,28                    |
|                            | UKIP                                      | Gerard Batten              | 2 050                   | 4,44                    |
|                            | Democratici                               | Peter Thorogood            | 306                     | 0,66                    |
|                            | Verdi                                     | Gerry Haines               | 447                     | 0,97                    |
|                            | Indipendente                              | Philip Hyde                | 151                     | 0,33                    |
|                            | Indipendente                              | David Sturman              | 112                     | 0,24                    |
|                            |                                           |                            |                         |                         |
| Iscritti                   | Iscritti                                  | Iscritti                   | 71 306                  | 100,00                  |
| ↳ Votanti (% su iscritti)  | ↳ Votanti (% su iscritti)                 | ↳ Votanti (% su iscritti)  | 46 481                  | 65,19                   |
| ↳ Astenuti (% su iscritti) | ↳ Astenuti (% su iscritti)                | ↳ Astenuti (% su iscritti) | 24 825                  | 34,81                   |
|                            |                                           |                            |                         |                         |
|                            | Esito: collegio confermato a Conservatore |                            |                         |                         |

### Elezioni negli anni 2000
| Partito                    | Partito                                   | Candidato                  | Risultati 5 maggio 2005 | Risultati 5 maggio 2005 |
| Partito                    | Partito                                   | Candidato                  | Voti                    | %                       |
| -------------------------- | ----------------------------------------- | -------------------------- | ----------------------- | ----------------------- |
|                            | Conservatore                              | Andrew Rosindell           | 21 560                  | 59,10                   |
|                            | Laburista                                 | Margaret Mullane           | 9 971                   | 27,33                   |
|                            | Lib Dem                                   | Geoff M. Seeff             | 3 066                   | 8,40                    |
|                            | BNP                                       | John McCaffrey             | 1 088                   | 2,98                    |
|                            | UKIP                                      | Terry P. Murray            | 797                     | 2,18                    |
|                            |                                           |                            |                         |                         |
| Iscritti                   | Iscritti                                  | Iscritti                   | 58 540                  | 100,00                  |
| ↳ Votanti (% su iscritti)  | ↳ Votanti (% su iscritti)                 | ↳ Votanti (% su iscritti)  | 36 482                  | 62,32                   |
| ↳ Astenuti (% su iscritti) | ↳ Astenuti (% su iscritti)                | ↳ Astenuti (% su iscritti) | 22 058                  | 37,68                   |
|                            |                                           |                            |                         |                         |
|                            | Esito: collegio confermato a Conservatore |                            |                         |                         |

| Partito                    | Partito                                           | Candidato                  | Risultati 7 giugno 2001 | Risultati 7 giugno 2001 |
| Partito                    | Partito                                           | Candidato                  | Voti                    | %                       |
| -------------------------- | ------------------------------------------------- | -------------------------- | ----------------------- | ----------------------- |
|                            | Conservatore                                      | Andrew Rosindell           | 18 931                  | 53,03                   |
|                            | Laburista                                         | Eileen Gordon              | 12 954                  | 36,28                   |
|                            | Lib Dem                                           | Nigel Meyer                | 2 869                   | 8,04                    |
|                            | UKIP                                              | Steven Ward                | 533                     | 1,49                    |
|                            | BNP                                               | Frank McAllister           | 414                     | 1,16                    |
|                            |                                                   |                            |                         |                         |
| Iscritti                   | Iscritti                                          | Iscritti                   | 59 893                  | 100,00                  |
| ↳ Votanti (% su iscritti)  | ↳ Votanti (% su iscritti)                         | ↳ Votanti (% su iscritti)  | 35 701                  | 59,61                   |
| ↳ Astenuti (% su iscritti) | ↳ Astenuti (% su iscritti)                        | ↳ Astenuti (% su iscritti) | 24 192                  | 40,39                   |
|                            |                                                   |                            |                         |                         |
|                            | Esito: collegio passa da Laburista a Conservatore |                            |                         |                         |

## Risultati dei referendum

### Referendum sulla permanenza del Regno Unito nell'Unione europea del 2016
|             | Collegio | Lasciare UE % | Rimanere in UE % |
| ----------- | -------- | ------------- | ---------------- |
|             | Romford  | 69,2%         | 30,2%            |
| Inghilterra | 53,3%    | 46,7%         |                  |
| Regno Unito | 51,9%    | 48,1%         |                  |